# أدابالين
أدابالين (بالإنجليزية: Adapalene)‏ هو ريتينويد الجيل الثالث الموضعية تستخدم في الدرجة الأولى في علاج حب الشباب الخفيف والمتوسط، ويستخدم أيضا (خارج التسمية) لعلاج التقران الشعري وكذلك الأمراض الجلدية الأخرى.

## تاريخ
إنه منتج بحث علمي في مختبرات غالديرما في فرنسا. تمت الموافقة على استخدامه في علاج حب الشباب في عام 1996 من قبل منظمة الغذاء والدواء الأمريكية FDA.

## الديناميكية الدوائية
إن الآلية الدقيقة للعمل غير معروفة. من المفترض أن يكون الأدابالين بالتراكيز القليلة المشرف على تمايز الخلايا الجريبية الظهارية، التقرن, والعمليات الالتهابية. هو يملك كلا من الخصائص المضادة للالتهاب والتقشير.

## الحرائك الدوائية
يعد امتصاص الأدابالين منخفضا عبر الجلد. وجدت دراسة على ستة مرضى لديهم حب شباب وتمت معالجتهم بكريم الأدابالين مرة واحدة يوميا ولمدة خمسة أيام وبمقدار 5غ تطبق على مساحة 1000سم2 من الجلد أنه لا يوجد كميات قابلة للقياس - أو أقل من 0.35 نانوغرام/مل من الدواء- في بلازما دم المرضى.

## الأشكال المتوفرة
في الولايات المتحدة، أدابالين متوفرة تحت الاسم التجاري ديفرين في ثلاث محضرات مختلفة: كريم 0.1٪، 0.1٪ هلام، وهلا م0.3٪. اعتبارا من يونيو 2010، جل 0.1٪ يصنع أيضا من قبل الشركة العامة تيفا] في أوروبا، فقط كريم0.1% وهلام 0.1% متوفرة.

## التداخلات الدوائية
- تبين ان الأدابالين يعزز فعالية الكليندامايسين الموضعية، على الرغم من ان التاثيرات الضارة قد ارتفعت.
- تطبيق هلام أدابالين على الجلد 3-5 دقائق قبل تطبيق الكلينداميسين يعزز تغلغل الكليندامايسين داخل الجلد، مما قد يؤدي إلى تعزيز فعالية العلاج الشامل بالمقارنة مع الكليندامايسين وحده.
- على عكس ترتينوين (ريتين A)، أدابالين، قد تبين أيضا أنه يحتفظ بفعاليته عند تطبيقه، في نفس الوقت الذي البنزويل بيروكسايد يفضل بسبب بنيته الكيميائية الأكثر استقرارا.

## الطب الخاص
- أدابالين يوقف تشكيل الرؤوس السوداء أو البثور. كما أنه يقلل من الالتهاب الذي يحدث مع حب الشباب.
- يمكن أن يسبب الأدابالين أن تصبح بشرتك أكثر حساسية لجميع أشكال ضوء الأشعة فوق البنفسجية. أثناء استخدامك للأدابالين، من المهم ان تحمي البشرة من آثار الأشعة فوق البنفسجية.
- يجب أن تحاول تقليل وقت تعرضك لأشعة الشمس المباشرة.
- المناطق التي تم علاجها بالأدابالين لا يجب أن تتعرض لأشعة الشمس وينبغي ان تغطى بغطاء مناسب أو واقي شمسي.
- وينبغي أيضا ان تتجنب استخدام سرير التسمير أو المصابيح الشمسية أثناء استخدام أدابالين.
- يجب أن تكون حريصا على عدم نفوذ الأدابالين في أو حول عينيك، الفم ,الأنف أو الاغشية المخاطية.
- إذا لامس الادابالين عينيك عن طرق الخطأ اغسلهما على الفور بالماء الدافئ.
- لا تطبق الادابالين على الكسر أو الحرق أو على مناطق الجلد المصابة بالأكزيما.
- يمكنك استخدام مستحضرات التجميل أثناء استخدامك الأدابالين.
- يجب عليك استخدام مستحضرات التجميل التي لا تجفف البشرة والتي لا تتسبب الرؤوس السوداء أو البثور.

## معلومات أخرى عن الأدابالين
- يجب أن تكون حذرا حول استخدام المستحضرات الجلدية الأخرى أثناء معالجتك بهذا الدواء. قد يهيج الأدابالين جلدك. قد تصبح بشرتك أكثر تهيجا إذا تم استخدام أدابالين مع مستحضرات لها تأثير مجفف أو تسبب تقشير الجلد.
- يمكنك استخدام المستحضرات الجلدية الأخرى لعلاج حب الشباب أثناء استخدام أدابالين. هذه المستحضرات قد تحتاج أن تطبق في وقت مختلف من اليوم إلى متى عادةّ تستخدم الأدابالين. لمزيد من المعلومات حول متى يجب استخدام المستحضرات الجلدية الأخرى لعلاج حب الشباب و اية مستحضرات قد تسبب تهيج الجلد، تحدث إلى طبيبك، الصيدلي أو اقرا نشرة المعلومات التي تأتي مع دوائك، لا تتشارك الدواء الخاص بك مع الآخرين. قد لا يكون مناسبا لهم، وربما يضرهم.

### اللصاقة الصيدلانية
- اللصاقة الصيدلانية على دوائك تخبرك كمية الدواء التي يجب أن تستخدمها .
- كما تخبرك أيضا كم مرة يجب عليك استخدام دواءك. هذه هي الجرعة التي اتفقت أنت وطبيبك على أن تستخدمها .
- يجب ألا تغير جرعة دواءك إلا إذا تم اخبارك بان تفعل هذا من قبل طبييك.
- إذا كنت تشعر أن الدواء يجعلك تشعر بانك لست على ما يرام، أو تعتقد أنه لا ينفعك، عندها تحدث إلى طبيبك.

### فيما اذاكان الدواء مناسب لك
-الادابالين لا يناسب الجميع وبعض الأشخاص لا يجب أن يستعملوه مطلقا . أشخاص آخرين يجب أن يستعملوه فقط مع عناية خاصة .من المهم ان الشخص الذي يصف هذا الدواء يعرف تاريخك الطبي الكامل ...طبيبك قد يصف لك هذا الدواء مع عناية خاصة وقد لا يصفه لك إطلاقا إذا كنت:
- لديك حساسية أو تتحسس من أو كانت لديك رد فعل لاي من مكونات الدواء
- لديك انو اع معينة من حب الشباب أو لديك حب شباب يغطي مساحات واسعة من جسمك.

-علاوة على ذلك قد يصف الطبيب هذا الدواء مع عناية خاصة أو قد لا يصفة ابدا لطفل تحت سن ال12
-كجزء من عملية تقييم مدى ملاءمة اتخاذ هذا الدواء قد يقوم الطبيب الواصف أيضا باتخاذ الاختبارات ليختبر ان هذ الدواء لديه التاثيرات المطلوبة.
-مع مرور الوقت من الممكن ان الادابالين يمكن أن يصبح غير مناسب لبعض الأشخاص، أو من الممكن ان يصبحوا غير مناسبين له .إذا ظهر في أي وقت ان الادابالين أصبح غير ملائم.
-من المهم ان يتم الاتصال بالطبيب على الحال .

### القيادة وتشغيل الآلات
ينبغي عليك عند أخذ أي دواء أن تكون حذرا من أنه قد يتداخل مع قدرتك على القيادة أو تشغيل الآلات بشكل آمن. وكما جميع الأدوية فإن الأدابالين يمكن أن يحدث آثارا جانبية. فينبغي أن ترى كيف يؤثر عليك ومن ثم تحكم هل أنت قادر على القيادة وتشغيل الآلة بأمان. إذا ما كنت في شك قم بسؤال المستشار الطبي الخاص بك.

### الكحول
يمكن للكحول أن يتداخل مع بعض الأدوية. ففي حالة الأدابالين لا يوجد أي تداخل معروف بين الكحول والأدابالين.

### تنظيم الاسرة والحمل
- معظم الأدوية، بطريقة ما، يمكن أن تؤثر على تطور الجنين في الرحم. التأثير على الطفل يختلف بين الأدوية ويعتمد أيضا على مرحلة الحمل التي كنت قد وصلت إليها عند أخذ الدواء.
- في حالة أدابالين: لا تستخدمي هذا الدواء أثناء الحمل
- هذا الدواء غير مناسب خلال فترة الحمل. من المهم جدا أن تحصلي على النصيحة الطبية العاجلة إذا أصبحت حاملا أو تعتقدين أنك أصبحت حاملا في حين أخذك هذا الدواء.
- إذا كنت تخططين لان تصبحي حاملا، يجب عليك مناقشة ظروفك مع طبيبك بحيث يمكنكما معا اتخاذ قرار عن العلاج الذي قد تحتاجينه خلال حملك.

### الإرضاع
يمكن للأدوية أن تعبر إلى حليب الأم وبالتالي ستصل إلى الطفل عن طريق الإرضاع.
في حالة الأدابالين:
- يمكن لهذا الدواء أن يستخدم عند المرضعات.
- إذا كنت تستخدمين الدواء خلال فترة الإرضاع، فيجب أن لا تسمحي للطفل بالاقتراب من مساحات البشرة التي طبقتي عليها هذا الدواء.
- يجب على النساء اللواتي يخططن للإرضاع خلال فترة العلاج بأدابالين أن يخبرن الطبيب أو القابلة.

### تناول أدوية أخرى
إذا كنت تتناول أكثر من دواء واحد فقد تتداخل هذه الأدوية مع بعضها.
في بعض الأوقات قد يقرر الواصف prescriber وصف أدوية تتداخل مع بعضها، وفي حالات أخرى قد يكون هذا غير مناسباً. وإن اتخاذ قرار المعالجة بأدوية تتداخل مع بعضها يعتمد على ظروفك الخاصة، فقد يوصف لك أدوية تتداخل مع بعضها إذا كان يؤمن من يصف الدواء بأن الفائدة من أخذ الأدوية مع بعضها تفوق المخاطر. وفي هذه الحالات قد يكون من الضروري استبدال الجرعة أو مراقبتك عن كثب.
أخبر من يصف لك الدواء بأسماء جميع الأدوية التي تتناولها ليأخذ جميع التداخلات الدوائية بعين الاعتبار. وهذا يتضمن جميع الأدوية الموصوفة من قبل طبيبك العام GP، وطبيب المشفى، وطبيب الأسنان، والممرضات، والراعي الصحي، والقابلة، والصيدلاني. كما يجب عليك إخباره عن الأدوية التي اشتريتها من دون وصفة طبية.
الأدوية التي قد تتداخل مع الأدابالين (يجب إخبار الطبيب بحال كنت تتعالج بها):
- الأدوية المشابهة للأدابالين.
- الأدوية التي تسبب جفاف الجلد أو تقشيره.
- الريتينوئيد.

## مستحضرات المتممات والفيتامينات
- يمكن أن تتداخل الأدوية مع مستحضرات المتممات والفيتامينات. عموماً لا يوجد معلومات كثيرة متوفرة عن التداخلات بين الأدوية ومستحضرات المتممات والفيتامينات.
- إذا كنت تخطط لأخذ أو أنك تأخذ أي من مستحضرات المتممات والفيتامينات يجب أن تسأل الطبيب الواصف إذا كان هناك أي تداخل مع أدابالين.
- يمكن أن ينصحك طبيبك فيما إن كان من الملائم أن تأخذ مشاركات معروفة بتداخلها. كما يمكن أن يناقشك بالتأثير الممكن الذي يمكن أن يكون للمستحضرات المتممة والفيتامينات على حالتك.
- إذا عانيت أي تأثيرات غير عادية عند أخذ هذا الدواء بالمشاركة مع مستحضرات متممة وفيتامينات يجب أن تخبر طبيبك.

## المصدر
- http://www.nhs.uk/medicine-guides/pages/MedicineOverview.aspx?condition=Acne&medicine=adapalene&preparationAdapalene%200.1%%20cream